# Leila Marzocchi

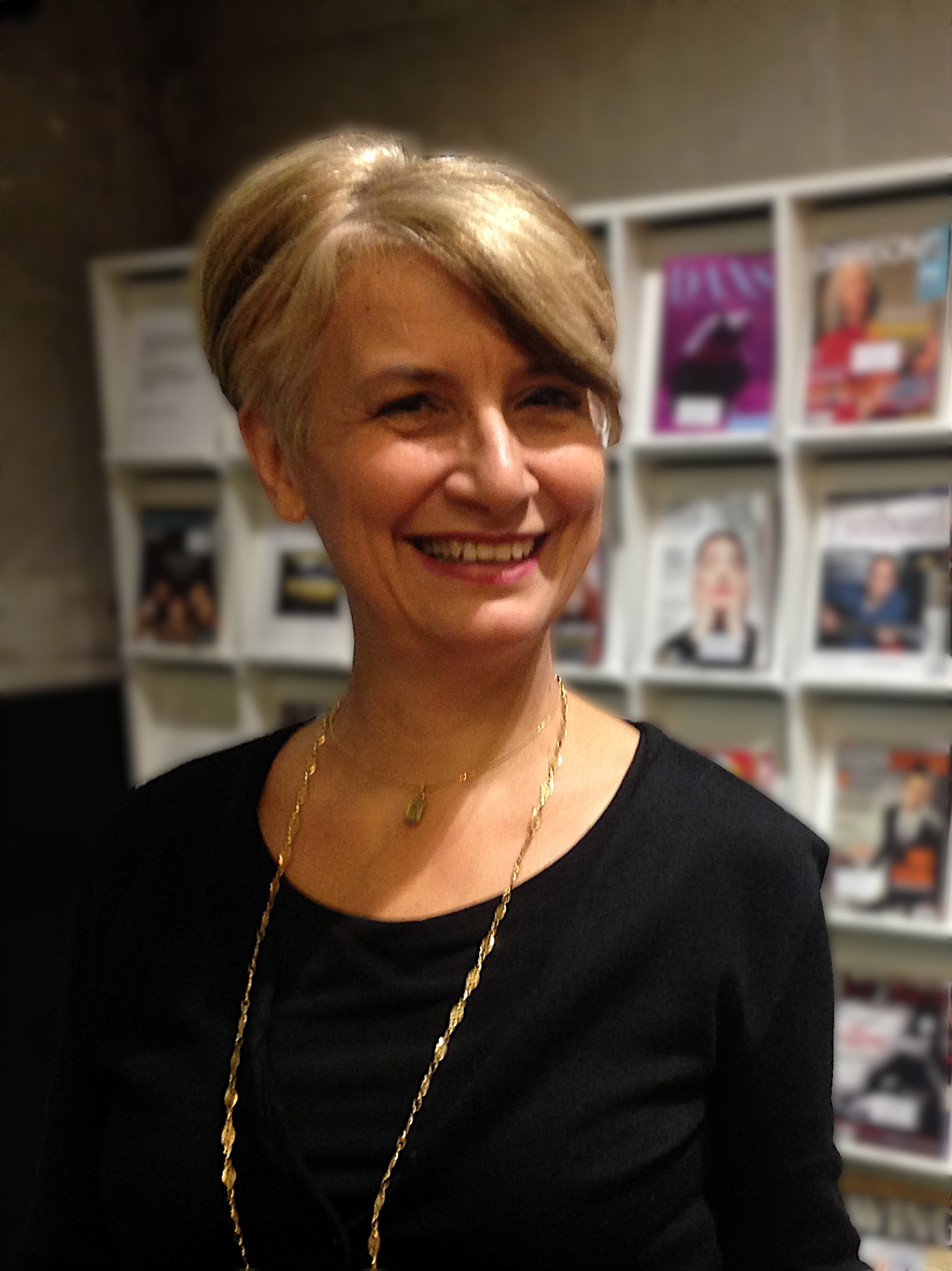
Leila Marzocchi, 2014

Leila Marzocchi (geboren 1959 in Bologna) ist eine italienische Autorin und Comiczeichnerin.

## Werke

### Italienische Publikationen
- Bagolino monogatari, Kodansha 1995
- Il camioncino Rosso, Biber, 2000
- Il calendario di Pillo, Biber, 2001
- Luna, Coconino Press, 2001
- L’Enigma, Coconino Press, 2002
- Niger 1, Coconino Press, 2006
- Niger 2, Coconino Press, 2007
- Niger 3, Coconino Press, 2009
- Il diario del verme del pino, Coconino Press, 2011
- Niger 4, Coconino Press, 2012
- Dieci elegie per un osso buco, Coconino Press, 2016
- Niger 5, Coconino Press, 2016
- Niger 6, Coconino Press, 2016

### Französische Publikationen
- La Ballade de Hambone, Szenario von Igort, Zeichnungen von Leila Marzocchi, Futuropolis

1. La Ballade de Hambone, 2009
2. Second livre, 2010

- Celia Cruz, Szenario und Zeichnungen von Leila Marzocchi, Éditions Nocturne, collection BD World, 2008
- Niger, Szenario und Zeichnungen von Leila Marzocchi, Vertige Graphic, collection Ignatz

1. Tome 1, 2006
2. Tome 2, 2006

## Auszeichnungen
- Preis Lo Straniero 2007[1]